# Andrea Ablasser
Andrea Ablasser (13 de julio de 1983) es una inmunóloga alemana, que trabaja en la Escuela Politécnica Federal de Lausana. Sus investigaciones se han centrado sobre el sistema inmunitario innato y su capacidad de reconocer infecciones de células y patógenos con virus.

## Biografía
Nació en 1983 de padre médico y madre matemática. Nació en Bad Friedrichshall y con su familia se mudaron, con tres años a Buchloe, donde su padre fue jefe médico en el Hospital Buchloer. Estudió en los colegios en Türkheim y Hohenschwangau, e inspirado en su padre para estudiar medicina en la Universidad Ludwig Maximilian de Múnich (LMU). Completó parte de sus estudios en la Universidad de Massachusetts y su formación práctica en Escuela de Medicina Harvard. En 2008 obtuvo su grado médico, ranqueada entre los mejores diez estudiantes en Alemania. A pesar de que inicialmente quería especializarse en oncología, escoge escribir una tesis doctoral en el campo de inmunología, y recibió su doctorado por la LMU en 2010.

## Carrera
Después de completar su doctorado, Ablasser siguió a su supervisor de tesis de la LMU a la Universidad de Bonn. Trabajó en el Instituto de Química Clínica y Farmacología Clínica como Jefa de Grupo junior de Estudios. Su búsqueda se centró en sensores de ADN que permiten al sistema inmunitario innato detectar si una célula está infectada. Descubre una segunda molécula mensajero novel que es producida por un particular sensor de ADN y "alerta" sobre células cercanas cuándo encuentra un patógeno. En 2013, le otorgan el Premio Jürgen Wehland por el Helmholtz Centro de Investigaciones de Infecciones por su búsqueda en los mecanismos de porqué el sistema inmunitario innato reconoce patógenos, y específicamente su identificación de receptores y moléculas reguladoras que se activan en las células infectadas por virus. En 2014,  ganó el Premio Paul Ehrlich y Ludwig Darmstaedter a investigadores jóvenes y el Galardón alemán GlaxoSmithKline de investigación en ciencia médica.
En 2014, fue nombrada profesora asistente en la École Polytechnique Fédérale de Lausanne (EPFL) en el instituto de Salud Global de la universidad.
En 2021 la Organización Europea de Biología Molecular (EMBO) le otorga la Medalla de Oro (distinción a científicos menores de 40 años) de dicha organización.

## Algunas publicaciones
- Con M. Charrel-Dennis, F. Bauernfeind, G. Horvath, V. Hornung, D. R. Caffrey, E. Latz, K. A. Fitzgerald. 2009. AIM2 recognizes cytosolic dsDNA and forms a caspase-1-activating inflammasome with ASC. Nature 458, 2009: 514–518.

- Con F. Bauernfeind, G. Hartmann, V. Hornung, E. Latz, K. A. Fitzgerald. 2009. RIG-I-dependent sensing of poly (dA:dT) through the induction of an RNA polymerase III-transcribed RNA intermediate. Nature Immunology 10, 2009: 1065–72.

- Filiz Civril, Tobias Deimling, Carina C. de Oliveira Mann, Andrea Ablasser, Manuela Moldt, Gregor Witte, Veit Hornung, Karl-Peter Hopfner. 2013. Structural mechanism of cytosolic DNA sensing by cGAS. Nature 498, 2013: 332–337 Abstract

- Andrea Ablasser, Marion Goldeck, Taner Cavlar, Tobias Deimling, Gregor Witte, Ingo Röhl, Karl-Peter Hopfner, Janos Ludwig, Veit Hornung. 2013. cGAS produces a 2′-5′-linked cyclic dinucleotide second messenger that activates STING. Nature 498, 2013: 380-384, Abstract

- Andrea Ablasser, Jonathan L. Schmid-Burgk, Inga Hemmerling, Gabor L. Horvath, Tobias Schmidt, Eicke Latz, Veit Hornung. 2013. Cell intrinsic immunity spreads to bystander cells via the intercellular transfer of cGAMP. Nature 503, 2013: 530–534, Abstract